# Ku Kyo-dong
Ku Kyo-dong (hangul 구교동, ur. 3 września 1972) – południowokoreański szpadzista, trzykrotny medalista mistrzostw świata.
Podczas mistrzostw świata w Atenach w 1994 roku Koreańczycy w składzie: Lee Sang-ki, Lee Sang-yeop, Yoon Won-jin i Ku Kyo-dong zdobyli brązowy medal w szpadzie drużynowej. W tej samej konkurencji zdobył też brązowy medal na mistrzostwach świata w Lizbonie w 2002 roku. Ponadto wywalczył tam brązowy medal w turnieju indywidualnym, wyprzedzili go tylko Rosjanin Pawieł Kołobkow i Francuz Fabrice Jeannet.
Wystartował na igrzyskach olimpijskich w Barcelonie w 1992 roku, gdzie zajął 10. miejsce w zawodach drużynowych. Był to jego jedyny start olimpijski.
Ponadto zdobył brązowe medale drużynowo na igrzyskach azjatyckich w Hiroszimie (1994) oraz igrzyskach azjatyckich w Pusan (2002).